# Championnat d'Allemagne féminin de football de deuxième division 2006-2007
Navigation
Édition précédente Édition suivante
La 2. Frauen-Bundesliga 2006-2007 est la 3e édition du championnat d'Allemagne de football féminin de deuxième division.
Le deuxième niveau du championnat féminin oppose vingt-quatre clubs allemands répartis dans deux groupes de douze équipes, en une série de vingt-deux rencontres jouées durant la saison de football. La compétition débute le 10 septembre 2006 et s'achève le dimanche 28 mai 2007.
Les premières places de chaque groupe permettent de monter en Frauen Bundesliga lors de la saison suivante alors que les deux dernières places de chaque groupe sont synonyme de relégation en Regionalliga. Les deux dixièmes s'affrontent quant à eux lors d'un barrage de relégation dont le perdant est relégué.
Lors de l'exercice précédent, le VfL Sindelfingen et le FSV Francfort ont été relégués après avoir fini aux deux dernières places de première division. Cependant, le deuxième est directement rétrogradé en division inférieure pour des raisons financières. Le SC Bad NeuenahrR, le Hambourg SVR, le FC Lokomotive Leipzig, le HSV Borussia Friedenstal et le SC Regensburg ont, quant à eux, gagné le droit d'évoluer dans ce championnat après avoir obtenu leurs promotions lors des phases finales de Regionalliga.
La compétition est remportée par le SG Wattenscheid et le FC Sarrebruck qui sont promus à la fin de la saison. Dans le bas du classement, le SuS Timmel, le TSV Jahn Calden, le Karlsruher SC, le FC Erzgebirge Aue et le SC Bad NeuenahrR, sont relégués.

## Participants
Ces tableaux présentent les vingt-quatre équipes qualifiées pour disputer le championnat 2006-2007. On y trouve le nom des clubs, la date de création du club, l'année de la dernière accession à cette division, leur classement de la saison précédente, le nom des stades ainsi que la capacité de ces derniers.
Le championnat comprend deux groupes de douze équipes.
Légende des couleurs
- Relégué de Frauen-Bundesliga.
- Promu de Regionalliga.

| \| Tennis Borussia Berlin TSV Jahn Calden SV Victoria Gersten FSV Gütersloh Hambourg SVR HSV Borussia Friedenstal SV Holstein Kiel (de) FC Lokomotive Leipzig FFV Neubrandenburg SuS Timmel FFC Turbine PotsdamR SG Wattenscheid \| Localisation des clubs engagés dans le groupe Nord du championnat. |
| Tennis Borussia Berlin TSV Jahn Calden SV Victoria Gersten FSV Gütersloh Hambourg SVR HSV Borussia Friedenstal SV Holstein Kiel (de) FC Lokomotive Leipzig FFV Neubrandenburg SuS Timmel FFC Turbine PotsdamR SG Wattenscheid                                                                          |

| Nom du club              | Date de création | Dernière accession | Cls 2006      | Stade                      | Capacité | Nb T. |
| ------------------------ | ---------------- | ------------------ | ------------- | -------------------------- | -------- | ----- |
| FSV Gütersloh            | 1984             | 2004               | 2 (Gr. Nord)  | Heidewaldstadion           | 12 000   | /     |
| Tennis Borussia Berlin   | 1969             | 2004               | 3 (Gr. Nord)  | Mommsenstadion             | 15 005   | /     |
| SG Wattenscheid          | 1973             | 2004               | 4 (Gr. Nord)  | Lohrheidestadion           | 16 233   | /     |
| SV Victoria Gersten      | -                | 2004               | 5 (Gr. Nord)  | MEP-Arena                  | 16 500   | /     |
| SV Holstein Kiel (de)    | 2004             | 2005               | 6 (Gr. Nord)  | Kiliaplatz                 | 3 000    | /     |
| FFC Turbine PotsdamR     | 1971             | 2004               | 7 (Gr. Nord)  | Karl-Liebknecht-Stadion    | 10 499   | /     |
| TSV Jahn Calden          | 1971             | 2004               | 8 (Gr. Nord)  | Stadion Kaiserplatz        | 3 000    | /     |
| FFV Neubrandenburg       | 2002             | 2005               | 9 (Gr. Nord)  | Jahnstadion                | -        | /     |
| SuS Timmel               | 1977             | 2004               | 10 (Gr. Nord) | Sportanlage Timmel         | -        | /     |
| Hambourg SVR             | 1970             | 2004               | Reg.          | Wolfgang-Meyer-Sportanlage | 2 018    | /     |
| HSV Borussia Friedenstal | 1953             | 2006               | Reg.          | Ludwig-Jahn-Stadion        | 18 400   | /     |
| FC Lokomotive Leipzig    | -                | 2006               | Reg.          | Stade inconnu              | -        | /     |

| \| FC Erzgebirge Aue SC Bad NeuenahrR Bayer Leverkusen FFC FrancfortR FF USV Iéna Karlsruher SC TuS Niederkirchen SC Regensburg SC Sand I FC Sarrebruck VfL Sindelfingen FFC Wacker Munich (de) \| Localisation des clubs engagés dans le groupe Sud du championnat. |
| FC Erzgebirge Aue SC Bad NeuenahrR Bayer Leverkusen FFC FrancfortR FF USV Iéna Karlsruher SC TuS Niederkirchen SC Regensburg SC Sand I FC Sarrebruck VfL Sindelfingen FFC Wacker Munich (de)                                                                         |

| Nom du club            | Date de création | Dernière accession | Cls 2006     | Stade                               | Capacité | Nb T. |
| ---------------------- | ---------------- | ------------------ | ------------ | ----------------------------------- | -------- | ----- |
| VfL Sindelfingen       | 1971             | 2006               | 1.FB         | Floschenstadion                     | 5 000    | 1     |
| FC Sarrebruck          | 1990             | 2004               | 2 (Gr. Sud)  | Stadion Kieselhumes                 | 6 000    | /     |
| FF USV Iéna            | 2004             | 2004               | 3 (Gr. Sud)  | Ernst-Abbe-Sportfeld                | 12 630   | /     |
| TuS Cologne            | 2008             | 2005               | 4 (Gr. Sud)  | Stade inconnu                       | -        | /     |
| TuS Niederkirchen      | 1969             | 2005               | 5 (Gr. Sud)  | Sportgelände Nachtweide             | -        | /     |
| SC Sand                | 1980             | 2004               | 6 (Gr. Sud)  | Kühnmatt-Stadion                    | 2 000    | /     |
| FFC FrancfortR         | 1973             | 2004               | 7 (Gr. Sud)  | Stadion am Brentanobad              | 5 200    | /     |
| FFC Wacker Munich (de) | -                | 2004               | 8 (Gr. Sud)  | Bezirkssportanlage München-Sendling | -        | /     |
| FC Erzgebirge Aue      | 1974             | 2004               | 9 (Gr. Sud)  | Stade inconnu                       | -        | /     |
| Karlsruher SC          | 2001             | 2004               | 11 (Gr. Sud) | Stade inconnu                       | -        | /     |
| SC Bad NeuenahrR       | 1907             | 2006               | Reg.         | Apollinarisstadion                  | 4 580    | /     |
| SC Regensburg          | -                | 2006               | Reg.         | Städtische Sportanlage              | 1 000    | /     |

## Compétition

### Classement
Le classement est calculé avec le barème de points suivant : une victoire vaut trois points, le match nul un et la défaite zéro.
Les critères utilisés pour départager en cas d'égalité au classement sont les suivants :
1. différence entre les buts marqués et les buts concédés sur la totalité des matchs joués dans le championnat ;
2. plus grand nombre de buts marqués sur la totalité des matchs joués dans le championnat.

| Rang | Équipe                     | Pts | J  | G  | N | P  | Bp | Bc | Diff |
| ---- | -------------------------- | --- | -- | -- | - | -- | -- | -- | ---- |
| 1    | SG Wattenscheid            | 55  | 22 | 18 | 1 | 3  | 84 | 23 | +61  |
| 2    | Hambourg SVR P             | 44  | 22 | 14 | 2 | 6  | 43 | 30 | +13  |
| 3    | Tennis Borussia Berlin     | 41  | 22 | 13 | 2 | 7  | 37 | 26 | +11  |
| 4    | FSV Gütersloh              | 39  | 22 | 13 | 0 | 9  | 66 | 33 | +33  |
| 5    | FFC Turbine PotsdamR       | 39  | 22 | 13 | 3 | 6  | 47 | 29 | +18  |
| 6    | FC Lokomotive Leipzig P    | 34  | 22 | 10 | 4 | 8  | 41 | 42 | -1   |
| 7    | SV Holstein Kiel (de)      | 33  | 22 | 9  | 6 | 7  | 38 | 35 | +3   |
| 8    | HSV Borussia Friedenstal P | 30  | 22 | 8  | 6 | 8  | 42 | 42 | 0    |
| 9    | SV Victoria Gersten        | 22  | 22 | 6  | 4 | 12 | 30 | 48 | -18  |
| 10   | FFV Neubrandenburg         | 17  | 22 | 5  | 2 | 15 | 21 | 49 | -28  |
| 11   | SuS Timmel                 | 10  | 22 | 2  | 4 | 16 | 18 | 57 | -39  |
| 12   | TSV Jahn Calden            | 10  | 22 | 2  | 4 | 16 | 20 | 73 | -53  |

| Légende : | Légende : |
| --------- | --- |
|           | Promu en Frauen-Bundesliga. |
|           | Participe au barrage de relégation en Regionalliga. |
|           | Relégué en Regionalliga. |
|           | R Relégué de Frauen-Bundesliga. P Promu de Regionalliga. Pts points ; G victoires ; N matchs nuls ; P défaites Bp buts marqués ; Bc buts encaissés ; Diff différence de buts |

| Rang | Équipe                 | Pts | J  | G  | N | P  | Bp | Bc | Diff |
| ---- | ---------------------- | --- | -- | -- | - | -- | -- | -- | ---- |
| 1    | FC Sarrebruck          | 55  | 22 | 17 | 4 | 1  | 79 | 19 | +60  |
| 2    | FF USV Iéna            | 50  | 22 | 16 | 2 | 4  | 63 | 28 | +35  |
| 3    | VfL Sindelfingen R     | 46  | 22 | 15 | 1 | 6  | 81 | 22 | +59  |
| 4    | FFC FrancfortR         | 39  | 22 | 11 | 6 | 5  | 50 | 27 | +23  |
| 5    | TuS Cologne            | 38  | 22 | 10 | 8 | 4  | 43 | 19 | +24  |
| 6    | TuS Niederkirchen      | 27  | 22 | 8  | 3 | 11 | 36 | 35 | +1   |
| 7    | SC Sand                | 27  | 22 | 8  | 3 | 11 | 38 | 46 | -8   |
| 8    | SC Regensburg P        | 27  | 22 | 8  | 3 | 11 | 44 | 54 | -10  |
| 9    | FFC Wacker Munich (de) | 25  | 22 | 7  | 4 | 11 | 18 | 32 | -14  |
| 10   | FC Erzgebirge Aue      | 21  | 22 | 6  | 3 | 13 | 24 | 58 | -34  |
| 11   | Karlsruher SC          | 12  | 22 | 3  | 3 | 16 | 19 | 78 | -59  |
| 12   | SC Bad NeuenahrR P     | 8   | 22 | 2  | 2 | 18 | 19 | 96 | -77  |

| Légende : | Légende : |
| --------- | --- |
|           | Promu en Frauen-Bundesliga. |
|           | Participe au barrage de relégation en Regionalliga. |
|           | Relégué en Regionalliga. |
|           | R Relégué de Frauen-Bundesliga. P Promu de Regionalliga. Pts points ; G victoires ; N matchs nuls ; P défaites Bp buts marqués ; Bc buts encaissés ; Diff différence de buts |

### Résultats
Groupe Nord
| Résultats (▼dom., ►ext.)                                   | Bor | Cal  | Ger  | Güt | Ham | Her | Kie | Lei | Neu | Tim  | Tur | Wat |
| Tennis Borussia Berlin                                     |     | 4-0  | 1-1  | 2-1 | 1-2 | 1-2 | 6-2 | 2-0 | 5-0 | 1-0  | 0-3 | 1-0 |
| TSV Jahn Calden                                            | 1-2 |      | 2-2  | 1-3 | 1-3 | 0-6 | 1-1 | 1-2 | 1-0 | 2-2  | 1-3 | 1-2 |
| SV Victoria Gersten                                        | 0-2 | 4-0  |      | 1-4 | 3-0 | 1-4 | 2-2 | 0-3 | 1-1 | 3-1  | 0-1 | 1-3 |
| FSV Gütersloh                                              | 3-0 | 10-0 | 1-4  |     | 4-0 | 4-2 | 0-2 | 1-2 | 3-0 | 10-1 | 2-1 | 2-5 |
| Hambourg SVR                                               | 1-0 | 5-0  | 2-0  | 3-1 |     | 3-0 | 4-3 | 2-2 | 2-4 | 1-0  | 1-2 | 1-0 |
| HSV Borussia Friedenstal                                   | 1-0 | 4-1  | 1-3  | 1-0 | 2-3 |     | 0-2 | 1-1 | 1-1 | 0-0  | 1-2 | 2-2 |
| SV Holstein Kiel (de)                                      | 0-1 | 4-1  | 2-0  | 1-0 | 1-1 | 3-3 |     | 2-1 | 1-2 | 2-1  | 1-1 | 0-1 |
| FC Lokomotive Leipzig                                      | 1-2 | 2-2  | 4-0  | 1-4 | 3-0 | 1-2 | 3-2 |     | 4-0 | 2-1  | 1-1 | 1-5 |
| FFV Neubrandenburg                                         | 0-1 | 2-0  | 1-0  | 1-5 | 0-3 | 0-4 | 0-2 | 1-2 |     | 0-2  | 1-3 | 0-3 |
| SuS Timmel                                                 | 1-1 | 1-3  | 3-2  | 0-4 | 0-3 | 2-2 | 0-2 | 1-2 | 0-4 |      | 1-2 | 1-4 |
| FFC Turbine PotsdamR                                       | 1-2 | 4-1  | 0-1  | 1-2 | 0-3 | 4-1 | 3-3 | 5-2 | 4-2 | 3-0  |     | 2-1 |
| SG Wattenscheid                                            | 6-2 | 8-0  | 10-1 | 4-2 | 3-1 | 8-2 | 4-0 | 7-1 | 2-1 | 4-0  | 2-1 |     |
| - Victoire à domicile - Match nul - Victoire à l'extérieur |     |      |      |     |     |     |     |     |     |      |     |     |

Groupe Sud
| Résultats (▼dom., ►ext.)                                   | Aue | Bad | Col | Fra | Ién | Kar | Nie | Reg | San | Sar | Sin | Wac |
| FC Erzgebirge Aue                                          |     | 6-0 | 0-0 | 0-3 | 1-2 | 1-0 | 2-3 | 0-4 | 1-3 | 0-4 | 0-9 | 1-1 |
| SC Bad NeuenahrR                                           | 1-2 |     | 0-3 | 1-7 | 2-3 | 1-3 | 0-7 | 1-5 | 1-0 | 2-4 | 0-6 | 0-3 |
| TuS Cologne                                                | 5-0 | 6-1 |     | 2-2 | 1-2 | 2-2 | 0-0 | 1-1 | 2-0 | 4-1 | 2-1 | 3-1 |
| FFC FrancfortR                                             | 2-2 | 6-1 | 0-1 |     | 2-2 | 3-0 | 1-1 | 3-1 | 1-1 | 1-1 | 2-1 | 4-0 |
| FF USV Iéna                                                | 3-1 | 7-0 | 1-0 | 1-0 |     | 8-0 | 1-0 | 5-2 | 2-0 | 1-3 | 1-2 | 4-1 |
| Karlsruher SC                                              | 0-2 | 4-4 | 0-5 | 0-3 | 0-4 |     | 2-1 | 2-3 | 1-0 | 0-5 | 2-7 | 0-2 |
| TuS Niederkirchen                                          | 2-1 | 6-0 | 1-1 | 1-2 | 0-2 | 1-0 |     | 1-3 | 2-1 | 0-1 | 0-1 | 0-1 |
| SC Regensburg                                              | 4-0 | 2-2 | 0-1 | 2-6 | 1-3 | 4-1 | 0-5 |     | 1-1 | 3-5 | 0-4 | 1-2 |
| SC Sand                                                    | 0-2 | 9-0 | 1-0 | 2-1 | 3-6 | 6-0 | 1-5 | 3-1 |     | 0-7 | 0-5 | 1-0 |
| FC Sarrebruck                                              | 4-0 | 5-0 | 3-3 | 3-0 | 4-2 | 9-1 | 8-0 | 5-1 | 1-1 |     | 3-0 | 2-0 |
| VfL Sindelfingen                                           | 8-0 | 2-0 | 1-1 | 3-0 | 4-2 | 7-1 | 5-0 | 3-4 | 6-2 | 0-1 |     | 6-0 |
| FFC Wacker Munich (de)                                     | 0-2 | 0-2 | 1-0 | 1-2 | 1-1 | 0-0 | 2-0 | 0-1 | 1-3 | 0-0 | 1-0 |     |
| - Victoire à domicile - Match nul - Victoire à l'extérieur |     |     |     |     |     |     |     |     |     |     |     |     |

### Barrage de relégation
| Club               | Aller | Retour | Club              |
| ------------------ | ----- | ------ | ----------------- |
| FFV Neubrandenburg | 2-2   | 1-0    | FC Erzgebirge Aue |

## Bilan de la saison
| Championnat d'Allemagne féminin de football de deuxième division 2006-2007 |                                                                    |
| Champion                                                                   | SG Wattenscheid (Nord) (1er titre) FC Sarrebruck (Sud) (1er titre) |
| Promotions et relégations                                                  |                                                                    |
| Promus en Frauen-Bundesliga                                                | SG Wattenscheid                                                    |
| Promus en Frauen-Bundesliga                                                | FC Sarrebruck                                                      |
| Relégués en 2. Frauen-Bundesliga                                           | FFC Brauweiler Pulheim                                             |
| Relégués en 2. Frauen-Bundesliga                                           | FFC Heike Rheine                                                   |

## Statistiques
| Cls | Joueuse           | Club                     | Buts |
| --- | ----------------- | ------------------------ | ---- |
| 1   | Jennifer Ninaus   | SG Wattenscheid          | 19   |
| 2   | Caroline Hamann   | SG Wattenscheid          | 18   |
| 3   | Stephanie Goddard | FSV Gütersloh            | 16   |
| 4   | Nicole Preiß      | SV Holstein Kiel (de)    | 15   |
| 5   | Marie Pollmann    | HSV Borussia Friedenstal | 14   |

| Cls | Joueuse         | Club             | Buts |
| --- | --------------- | ---------------- | ---- |
| 1   | Nadine Keßler   | FC Sarrebruck    | 27   |
| 2   | Tanja Coblenzer | VfL Sindelfingen | 21   |
| 3   | Lisa Schwab     | FC Sarrebruck    | 20   |
| 4   | Ivonne Hartmann | FF USV Iéna      | 17   |
| 4   | Kim Kulig       | VfL Sindelfingen | 17   |